# Сипта
- |                      |   |         |       |   |         |
| \| \| \| \| \| \| \| |   |         |       |   |         |
|                      |   |         |       |   |         |
| p · t                | H | N36 · n | p · t | H | H8 · Z1 |

| p · t | H | N36 · n | p · t | H | H8 · Z1 |

|                      |   |         |       |   |         |
| \| \| \| \| \| \| \| |   |         |       |   |         |
|                      |   |         |       |   |         |
| p · t                | H | N36 · n | p · t | H | H8 · Z1 |

| p · t | H | N36 · n | p · t | H | H8 · Z1 |
- |                |     |       |              |
| \| \| \| \| \| |     |       |              |
|                |     |       |              |
| ra             | G25 | x · n | ra · stp · n |

| ra | G25 | x · n | ra · stp · n |

|                |     |       |              |
| \| \| \| \| \| |     |       |              |
|                |     |       |              |
| ra             | G25 | x · n | ra · stp · n |

| ra | G25 | x · n | ra · stp · n |

Акхенре Сетепенре Сипта или Мернептах Сиптах био је претпоследњи владар египатске Деветнаесте династије. Мајка му је била Сутаиља, опскурна фараонова жена азијског, односно хананског порекла. Не зна се ко му је био отац, али већина египтолога претпоставља да су то могли бити његови претходници Сети II или Аменмес, од чега је Аменмес вероватнији.

## Владавина
Иако није био престолонаследник, Сипта је после смрти Сетија II ступио на престо као дете. То се догодило у децембру 1197. п. н. е..
Због младости и проблематичног порекла, Сипта је при доласку на престо добио регента, своју помајку - Сетијеву удовицу Твосрет. Сиптах је Египтом владао око 6 година. Канцелар Беј се на својим натписима хвалио како је управо он омогућио да Сиптах постане фараон Беј је, међутим, пао у немилост и у 4. години Сиптахове владавине, па је по краљевој заповеди погубљен због велеиздаје.
Сиптах је умро у 6. години своје владавине, а после његове смрти власт је накратко преузела Твосрет. Сиптах је сахрањен у Долини Краљева у гробу КВ47, али тамо му није пронађена мумија. Сиптахова мумија је пронађена тек 1898. године, заједно са 18 осталих у КВ35, гробу Аменхотепа II. Преглед мумије је открио да је умро млад и да му је лево стопало било деформисано, највероватније као последица дечје парализе.